# Arača (čaj)

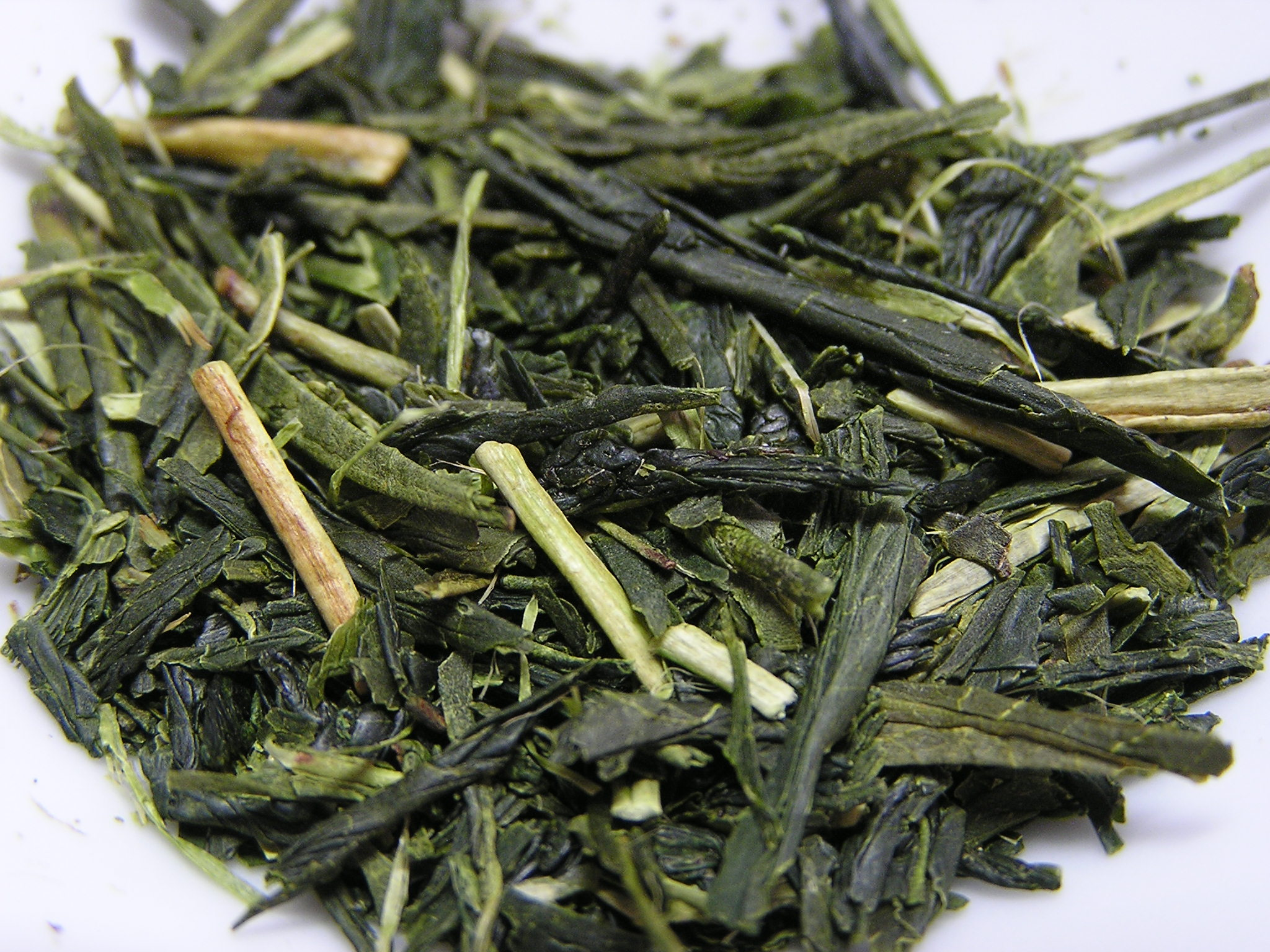
Suché lístky japonského čaje Arača

Arača (japonsky 荒茶, také zvaný surový čaj) je typ zeleného čaje vyráběného v Japonsku.
Jeho lístky projdou procesem zastavení fermentace, lisováním do požadovaného tvaru a extrahováním vlhkosti. Jako takový je tedy díky nedokončenému výrobnímu procesu čajovým polotovarem a může být dlouhou dobu uskladněn při teplotě kolem -20 °C v několikavrstvém balení chráněném dusíkem. Proces výroby čaje však může být kdykoli dokončen (např. na senču). Z toho plyne možnost zásobovat trh čajem po celý rok.